# إبراهيم كنعان
إبراهيم يوسف كنعان، محامٍ وحقوقي وسياسي ونائب في البرلمان اللبناني، من مواليد منطقة المتن الشمالي في العام 1962، متأهل من السيدة السيّدة تانيا وجيه سعادة ولهما ابنتان.

## دراسته وعمله
تابع دراسته الثانوية في مدرسة المون لاسال، ودرس الحقوق في جامعة القديس يوسف في بيروت، حيث حاز على شهادة في القانون اللبناني، ثم شهادة ماجستير في القانون الدولي الخاص من جامعة باريس "2" عام 1987، ثم شهادة في القانون الفرنسي في عام 1988. تمرّس في المحاماة وأصبح محامٍ بالإستئناف منذ سنة 1989.
عام 1991، أسّس مكتبا للمحاماة في بيروت وأقام شراكة مع مكتب Elliot and Company للمحاماة في لندن ومكتب Kennedys Solicitors البريطاني.
عام 2004 شارك في تأسيس مكتب Kennedys and Co في الرياض، الذي يرعى بصورة مباشرة المصالح البريطانية – السعودية المشتركة على جميع الأصعدة القانونية والتجارية.

### المناصب التي تولاها
- شغل كنعان من العام 1991 حتّى العام 1998 منصب المستشار القانوني للشرق الأوسط ورئيس القسم الدولي في شركة Elliot and Company للمحاماة ثمّ شغل منصب رئيس القسم الدولي في شركة المحاماة الدولية Kennedys من العام 1998 حتى العام 2005.[1]
- الأمين العام للمجلس الحقوقي البريطاني للشرق الأوسط. المنسّق العام لمجموعة المحامين الأوروبية – الأميركية.
- رئيس المركز اللبناني للدراسات القانونية والاقتصادية.
- محاضر في جامعات لندن وباريس وبيروت.
- رئيس لجنة العلاقات الدوليّة في نقابة المحامين.
- رئيس الجمعية اللبنانية المارونية في بريطانيا التابعة للرهبانية اللبنانية المارونية.

## نشاطاته السياسية قبل النيابة
- من مؤسسي جبهة تحرير لبنان – لندن.
- من مؤسسي التجمّع اللبناني – البريطاني من أجل الحريّة في لبنان.
- المنسّق العام للتيّار الوطني الحرّ في بريطانيا.
- ساهم بتأسيس اللقاء الثلاثي الذي جمع الرئيس أمين الجميّل، العماد ميشال عون والأستاذ دوري شمعون، والذي دعا إلى مقاطعة الانتخابات عام 1996.[2][3]

## في النيابة
فاز في انتخابات العام 2005 بعدما أعلن العماد ميشال عون ترشيحه له من باريس عن المقعد الماروني في المتن الشمالي واعيد انتخابه في العام 2009 عن نفس المقعد. كما تم انتخابه عضوا في لجنة الإدارة والعدل و في لجنة حقوق الإنسان و رئيسا للجنة الشباب والرياضة النيابية. وأعيد انتخابه نائباً في دورتي العام 2018 والعام 2022.

## فيالتيار الوطني الحر
ويشغل أيضا منصب عضو اللجنة التنفيذية في التيار الوطني الحرّ، وأمين سرّ تكتل التغيير والإصلاح النيابي

## وصلات خارجية
- الموقع الرسمي لإبراهيم كنعان
- سيرة إبراهيم كنعان بالإنكليزية في موقع التيار الوطني الحر اللبناني
- صفحة إبراهيم كنعان على الفيس بوك
- صفحة إبراهيم كنعان على التويتر